# João Baptista (ator)
João Baptista (João Carlos Antunes Marques de Morais Baptista, Vila Franca de Xira, Lisboa, 27 de Outubro de 1984) é um actor e dobrador português.
Começou a carreira na televisão na série Querido Professor (2000). Depois participou em Super Pai (2000), Fúria de Viver (2001), Lusitana Paixão (2002), Morangos com Açúcar (2003/2004) e Inspector Max (2004). Em 2005 fez parte do elenco da série Os Serranos, da TVI. A sua estreia em cinema aconteceu com o filme Quaresma, de 2003.

## Carreira
| Ano         | Projeto                             | Papel                              | Notas                                 | Canal |
| ----------- | ----------------------------------- | ---------------------------------- | ------------------------------------- | ----- |
| 2001        | Querido Professor                   | João                               | Elenco Adicional                      | SIC   |
| 2001        | Super Pai                           | Rapaz na discoteca                 | Elenco Adicional                      | TVI   |
| 2002        | Fúria de Viver                      | Guilherme Cabral                   | Elenco Principal                      | SIC   |
| 2003 - 2004 | Lusitana Paixão                     | Miguel Estrela D'Alva              | Elenco Principal                      | RTP1  |
| 2003 - 2004 | Morangos com Açúcar (1.ª temporada) | Pedro                              | Elenco Principal                      | TVI   |
| 2004        | Inspetor Max                        | Saruga                             | Ator Convidado                        | TVI   |
| 2005 - 2006 | Os Serranos                         | Marco Serrano                      | Elenco Principal                      | TVI   |
| 2006 - 2007 | Floribella                          | Gabriel Antunes                    | Elenco Principal                      | SIC   |
| 2006 - 2008 | Aqui Não Há Quem Viva               | Alexandre «Alex» Guerra            | Elenco Principal                      | SIC   |
| 2008 - 2009 | Rebelde Way                         | Tozé                               | Elenco Adicional                      | SIC   |
| 2009        | Conta-me como Foi                   | Joaquim                            | Elenco Adicional                      | RTP1  |
| 2010        | Cidade Despida                      |                                    | Elenco Adicional                      | RTP1  |
| 2010 - 2011 | Laços de Sangue                     | José «Zé» Gonçalves                | Elenco Principal                      | SIC   |
| 2011        | Maternidade                         | Sebastião                          | Elenco Adicional                      | RTP1  |
| 2011        | Mistérios de Lisboa                 | D. Pedro da Silva                  | Elenco Adicional                      | RTP1  |
| 2012        | Velhos Amigos                       | Stripper                           | Elenco Adicional                      | RTP1  |
| 2013        | Destinos Cruzados                   | Raptor                             | Elenco Adicional                      | TVI   |
| 2013        | Destinos Cruzados                   | Capanga                            | Elenco Adicional                      | TVI   |
| 2013        | Mundo ao Contrário                  | António Dias                       | Elenco Adicional                      | TVI   |
| 2013        | Depois do Adeus                     | Jorge Moreira                      | Elenco Principal                      | RTP1  |
| 2013 - 2014 | Os Filhos do Rock                   | Pedro Ayres Magalhães              | Participação Especial (1.ª temporada) | RTP1  |
| 2013 - 2014 | Os Filhos do Rock                   | Pedro Ayres Magalhães              | Elenco Principal (2.ª temporada)      | RTP1  |
| 2013 - 2014 | Sol de Inverno                      | Fábio Pacheco                      | Elenco Principal                      | SIC   |
| 2014        | Água de Mar                         | Tozé                               | Elenco Adicional                      | RTP1  |
| 2015 - 2016 | Os Nossos Dias                      | Edgar                              | Elenco Principal                      | RTP1  |
| 2015 - 2016 | Coração d'Ouro                      | Rúben Silva                        | Elenco Principal                      | SIC   |
| 2016 - 2017 | Amor Maior                          | Telmo Santos                       | Elenco Principal                      | SIC   |
| 2017        | Filha da Lei                        | Santos                             | Elenco Principal                      | RTP1  |
| 2017 - 2018 | Paixão                              | Vasco Vaz                          | Elenco Principal                      | SIC   |
| 2019 - 2021 | Terra Brava                         | Padre Filipe Sampaio               | Elenco Principal                      | SIC   |
| 2019 - 2021 | Terra Brava                         | Ricardo Janeiro                    | Elenco Principal                      | SIC   |
| 2019 - 2020 | Luz Vermelha                        | Bento Gomes                        | Elenco Principal                      | RTP1  |
| 2020        | Terra Nova                          | Alfredo                            | Elenco Principal                      | RTP1  |
| 2020        | O Clube (1.ª temporada)             | Marco                              | Elenco Adicional (OPTO)               | SIC   |
| 2021        | Amor Amor                           | Gastão Almeida                     | Elenco Principal                      | SIC   |
| 2021        | Doce                                | Motard Manuel                      | Elenco Adicional                      | RTP1  |
| 2021        | Pôr do Sol (1.ª temporada)          | Nando                              | Elenco Principal                      | RTP1  |
| 2022        | Crimes Submersos                    | Nuno                               | Elenco Adicional                      | RTP1  |
| 2022        | Vanda                               | Mário Lopes                        | Protagonista (OPTO)                   | SIC   |
| 2022 - 2023 | Por Ti                              | António «Tó Calhau» Pinho Ferreira | Elenco Principal                      | SIC   |
| 2025        | Favàrtix                            | Toni                               | Elenco Principal                      | RTP1  |

### Cinema
- 2018 - Linhas de Sangue, de Manuel Pureza e Sérgio Graciano
- 2012 - Quarta Divisão, longa-metragem de Joaquim Leitão, personagem Palmeirão.
- 2010 - Mistérios de Lisboa, realização de Raúl Ruiz, personagem D. Pedro Silva
- 2008 - Le Nuit de Chien, longa-metragem de Werner Schroeter, personagem Juan, produção Clap Filmes. (nomeação para Jovem Talento 2008)
- 2006 - 20,13, longa metragem de Joaquim Leitão, personagem Passevite, produção MGN Filmes.
- 2002 – Quaresma, longa-metragem, realização de José Álvaro Morais, personagem – soldado.
- 2003 – A Escolha, curta-metragem realizada por alunos finalistas da Escola Superior de Cinema, personagem Paulo – protagonista.
- 2005 – O Fatalista, longa-metragem de João Botelho, personagem Tiago Jovem, produção Madragoa Filmes.

### Publicidade
- 2004 – Vodafone Videoclip (Jun.), televisão, Montaini e Golden Grahams (Nov.), televisão, Allucine.
- Diversas locuções para rádio e televisão, produzidas pela Índigo

### Teatro
- 2004/2005 – Vida Breve – Sexo e Morte no Parque, de Bernardo Santareno, encenação de João Loy no Teatro Há-de Ver
- 2007 - Tu Cá Tu Lá - Luta de dois homens por uma mulher, de Alfonso Vallejo, encenação de João Loy

## Prémios
Troféus de Televisão TV 7 Dias/Impala
| Ano  | Prémio                              | Trabalho    | Resultado |
| ---- | ----------------------------------- | ----------- | --------- |
| 2020 | Telenovelas - Melhor Ator de Elenco | Terra Brava | Venceu    |
| 2021 | Telenovelas - Melhor Ator de Elenco |             | Indicado  |

## Controvérsias
Em 2018, Baptista envolveu-se numa polémica com o cantor Carlos Costa por ter sido compartilhado um vídeo nas redes sociais com comentários insultuosos sobre o cantor. Carlos Costa manifestou-se dizendo que «Fez aquilo que não gosta que lhe façam. Misturando uma linguagem de mau tom, uma pitada de gozo, um pó de preconceito, bullying e ainda homofobia». Posteriormente, o ator defendeu-se a respeito desse assunto dizendo que «Eu brinquei com ele, fui cumprimentá-lo, porque queria genuinamente conhecê-lo e brinquei com a situação» começa por dizer. «Quando estava a publicar o InstaSories já estava dentro do teatro e tinha o telemóvel em silêncio. Não fazia ideia que tinham falado aquilo enquanto filmava, senão, como é evidente, não publicava» continua justificando-se. Baptista retirou o vídeo e pediu desculpa ao cantor.  João Baptista assume ainda que para ele o assunto «está encerrado, ainda que ache que o cantor foi longe demais, inclusive estando a comparar o assunto com as agressões de que foi alvo recentemente». «O que ele me deseja também lhe desejo a ele…e dou o assunto por encerrado» afirma. 
Em 2019, deu entrada no tribunal uma queixa apresentada pela ex-namorada, Dina Kelly, que acusou o ator de violência doméstica. Além das alegadas agressões, Baptista é acusado de perseguir a ex-namorada. A imprensa avançou que a relação entre os dois teria chegado ao fim. No entanto, o ator não comentou com ninguém sobre esta situação. 